# محوطه حکومتی
محوطه حکومتی در شهرستان خرم‌آباد، بخش پاپی، دهستان کشور، ۲۵۰ متری شمال غرب روستای حکومتی واقع شده و این اثر در تاریخ ۲۸ اسفند ۱۳۸۵ با شمارهٔ ثبت ۱۸۶۰۸ به‌عنوان یکی از آثار ملی ایران به ثبت رسیده است.